# Mikorowo
Mikorowo (deutsch Mickrow, kasch. Mikrowò) ist ein Dorf in der polnischen Woiwodschaft Pommern. Es gehört zur Landgemeinde Czarna Dąbrówka (Schwarz Damerkow) im Powiat Bytowski (Bütower Kreis).

## Geographische Lage
Das Kirchdorf liegt in Hinterpommern, etwa vierzig Kilometer ostsüdöstlich der Kreisstadt Stolp. An seiner südlichen Grenze liegt der Binnensee Mickrower See. 

## Geschichte

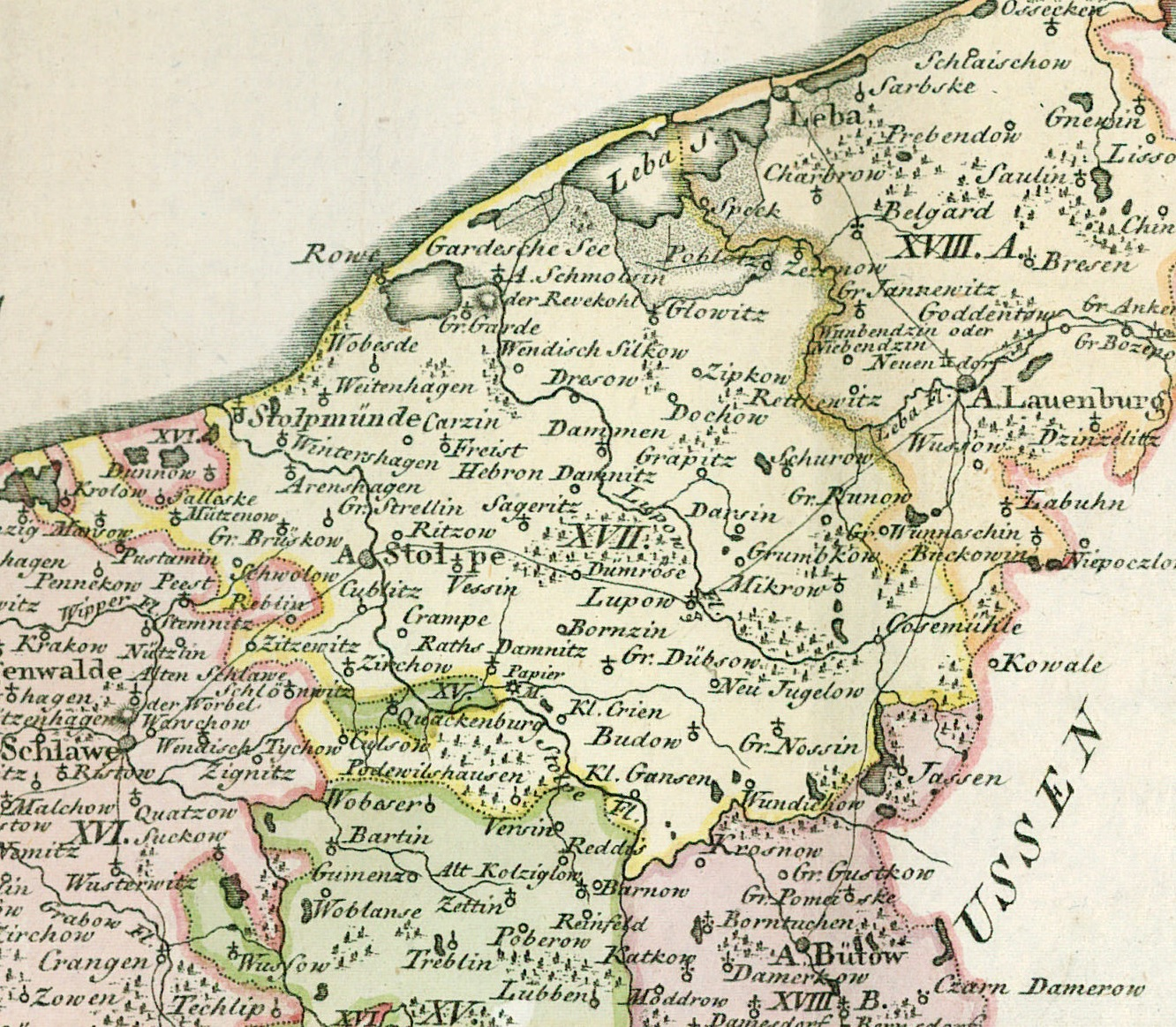
Mickrow, Kirchdorf, ostsüdöstlich von Stolp (früher Stolpe geschrieben) und rechts der Lupow, auf einer Landkarte von 1794

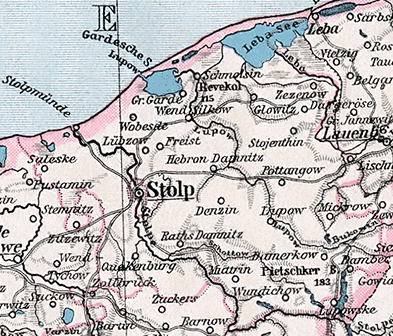
Mickrow östlich von Stolp und östlich des Dorfs Lupow am Fluss Lupow auf einer Landkarte von 1905.

Ältere Ortsbezeichnungen sind Mykerow, Micorow und Mickerow. Seiner historischen Dorfform nach war Mickrow ein Zeilendorf. Im Jahre 1301 war es im Besitz des Burggrafen von Schlawe, und bereits 1330 wird ein Woylaus de Micorow als Besitzer genannt. 1480 ist die Familie von Grumbkow Eigentümerin, und ab 1527 ist Mickrow Puttkamerscher Lehnsbesitz.
Im Jahre 1732 erwarb den Besitz der Geheimrat und Kammerpräsident Christian Ernst von Münchow. Unter seiner Regie wurde das Gutshaus gebaut. Sein Sohn, der – inzwischen in den Grafenstand erhobene – Rittmeister Karl Gustav erbte dann Mickrow, das bis 1860 im Besitz dieser Familie blieb.
Um 1782 gab es in Mickrow ein Vorwerk, einen Prediger, einen Küster, fünf Bauern, sechs Halbbauern, einen Krug, eine Schmiede, auf der Feldmark das Vorwerk Brügge an der Lupow, die Vorwerke Philippsthal, Sophienhof und Wilhelmsberg und einen Krug („Unterkrug“) bei insgesamt 30 Haushaltungen.
Im Jahre 1884 war Wilhelm Walenius Herr auf Mickrow, nach ihm sein Sohn Nikolaus. Letzte Eigentümerin von Mickrow war Ellen von Mitzlaff. Das Gut hatte damals die Größe von 1537,5 Hektar.
Am 1. April 1927 hatte das Gut Mickrow eine Flächengröße von 1631 Hektar, und am 16. Juni 1925 hatte der Gutsbezirk 398 Einwohner.  Am 30. September 1928 wurde der Gutsbezirk Mickrow in die Landgemeinde Mickrow eingegliedert.
Im Jahre 1910 hatte Mickrow (Gutsbezirk und Landgemeinde) 593 Einwohner. Im Jahr 1925 standen in der Gemeinde Mickrow 71 Wohngebäude. Die Anzahl der Einwohner betrug 1933 noch 499 und 1939 nur noch 458.
Auf der 1844 Hektar großen Gemeindefläche befanden sich insgesamt acht
Wohnplätze:
- Brügge
- Mickrow
- Philippsthal
- Schwarze Hütte
- Sophienhof
- Waldhof
- Wilhelmsberg
- Ziegelei

Hauptwohnort war Mickrow. Die Gemeinde Mickrow war bis 1945 Sitz eines Amts- und Standesamtsbezirks, in den auch die Gemeinden Karwen (Karwno), Varzmin (Warcimino) und Vargow (Wargowo) eingegliedert waren. Amtsgerichtsbezirk war Lauenburg in Pommern (Lębork). In der Gemeinde Mickrow gab es außer dem Gut 51 bäuerliche Betriebe.
Bis 1945 bildete Mickrow eine Landgemeinde im Landkreis Stolp im Regierungsbezirk Köslin der preußischen Provinz Pommern des Deutschen Reichs. 
Gegen Ende des Zweiten Weltkriegs wurde Mickrow am 8. März 1945 auf militärische Anordnung hin geräumt. Der Treck zog über Kutusow  und Groß Wunneschin und Lauenburg bis an die westpreußische Grenze. Dort wurde er von sowjetischen Truppen überrollt. Nur drei Familien soll die Flucht von Gotenhafen aus mit dem Schiff in den Westen gelungen sein. Die übrigen Dorfbewohner kehrten nach Tagen und Wochen zu Fuß in das 30 Kilometer entfernte Heimatdorf zurück. Etwa 26 Dorfbewohner waren in Mickrow zurückgeblieben und in den Ausbauten fast alle.
Am 9. März 1945 wurde Mickrow von der Roten Armee besetzt. Zwischen Vargow und Mickrow und östlich des Dorfs war es zu vereinzelten Panzergefechten gekommen. Das Gut nahmen die sowjetischen Truppen in Besitz und bewirtschafteten es. Im Gutshaus wurde eine sowjetische Kommandantur eingerichtet. Nach Kriegsende wurde Mickrow von der Sowjetunion zusammen mit ganz Hinterpommern der Volksrepublik Polen zur Verwaltung überlassen. Die Dorfbevölkerung wurde von der polnischen Verwaltungsbehörde in der Folgezeit über die Oder vertrieben. Mickrow wurde in Mikorowo umbenannt. 
Später wurden in der BRD 224 und in der DDR 96 aus der Gemeinde Mickrow gekommene Dorfbewohner ermittelt.
Das Dorf ist heute ein Schulzenamt der Gmina Czarna Dąbrówka im Powiat Bytowski in der Woiwodschaft Pommern (1975 bis 1998 Woiwodschaft Słupsk) ist. Im Jahr 2011 wurden in Mickrow 230 Einwohner gezählt.

## Kirche

### Dorfkirche
Bereits im Jahre 1491 wurde in Mickrow eine Kirche genannt. Sie wurde 1675 abgebrochen und drei Jahre später neu errichtet. Bereits 1815 wurde wieder eine Kirche gebaut, die bis heute besteht: ein schmuckloses Gebäude im Fachwerkstil mit Dachreiter. Von der früheren Kirche wurde der mit der Kanzel verbundene Altaraufbau übernommen. Von den um 1894 vorhandenen beiden Glocken war eine neu, die andere trug die Aufschrift: 
Ein früher hier in Gebrauch gewesenes achteckiges Taufbecken aus dem 16. Jahrhundert war dem Museum der Gesellschaft für Pommersche Geschichte und Altertumskunde in Stettin übergeben worden.
Die Dorfkirche, die 130 Jahre lang ein evangelisches Gotteshaus gewesen war, wurde 1945 von der polnischen Verwaltungsbehörde zugunsten der Römisch-katholischen Kirche in Polen zwangsenteignet und vom polnischen katholischen Klerus ‚neu geweiht‘.

### Kirchspiel/Pfarrei bis 1945
Schon in vorreformatorischer Zeit war Mickrow ein Kirchdorf. Mit der Reformation in Pommern (1535) wurde es Pfarrsitz eines evangelischen Kirchspiels, in dem – laut Anweisung aus dem Jahre 1590 – in deutscher und kaschubischer Sprache gepredigt werden musste. Noch 1815 galt diese Bestimmung. Damals gehörte das Kirchspiel Mickrow zur Synode Stolp (Słupsk), kam ab 1817 zur Synode Alt Kolziglow und ab 1871 zum Kirchenkreis Stolp-Altstadt in der Kirchenprovinz Pommern der Kirche der Altpreußischen Union.
Im Jahre 1744 wurde in dem zu Mickrow eingepfarrten Ort Kosemühl eine Kirche errichtet und 1746 dort ein eigener Pfarrer eingesetzt. Ab 1894 war es Sitz eines Pfarrvikars, der dann in Klein Rakitt und später in Groß Rakitt ansässig war, bis 1909 ein eigenes Kirchspiel Groß Rakitt gegründet wurde.
Im Jahre 1940 gehörten zum Kirchspiel Mickrow 2499 Gemeindeglieder, von denen 1021 zur Filialkirche Kosemühl gehörten. Eingepfarrt waren neben Mickrow und Kosemühl die Ortschaften: Karwen, Vargow, Dambee (1937–1945 Eichen), Eichenfelde, Friedrichswalde, Helenenhof, Kose, Kutusow, Landhof, Lessaken, Mutzkow und Varzmin. Der Bestand an Kirchenbüchern reichte bis 1676 zurück.
Das katholische Kirchspiel war in Stolp.

### Polnisches Kirchspiel seit 1945
Die seit 1945 und Vertreibung der einheimischen Dorfbewohner anwesende polnische Einwohnerschaft ist überwiegend katholisch. Der Ort ist katholischer Pfarrsitz mit der Filialkirche in Kozin (Kosemühl) und den Ortschaften Kozy (Kose), Wargowo (Vargow), Lesiaki (Lessaken) und Kotuszewo (Kutusow). Die Pfarrei Mikorowo gehört zum Dekanat Łupawa (Lupow) im Bistum Pelplin der Katholischen Kirche in Polen. 
Hier lebende evangelische Kirchenglieder gehören zur Kreuzkirchengemeinde in Stolp (Stolp) in der Diözese Pommern-Großpolen der Evangelisch-Augsburgischen Kirche in Polen – mit der Filialkirche in Lębork (Lauenburg in Pommern).

## Schule
In Mickrow gab es im Jahre 1932 eine dreistufige Volksschule. Hier unterrichteten zwei Lehrer in drei Klassen 90 Schulkinder.

## Verkehr
Durch den Mickrower See verläuft eine Nebenstraße, die Chlewnica (Karlshöhe) an der polnischen Landesstraße 6 (ehemalige deutsche Reichsstraße 2, heute auch Europastraße 28) mit Kozin (Kosemühl) an der Woiwodschaftsstraße 212 (Teilstück der ehemaligen deutschen Reichsstraße 158) verbindet. Von Łupawa (Lupow) an der Woiwodschaftsstraße 212 herkommend endet eine andere Straße in Mikorowo.
Zwischen 1902 und 1945 hatte der damals Mickrow genannte Ort Bahnanschluss über die sieben Kilometer entfernte Station Helenenhof (heute polnisch: Kostroga) an der Bahnstrecke Lauenburg–Bütow (Lębork–Bytów). Heute ist Potęgowo (Pottangow), das elf Kilometer nordwärts liegt, der nächste Bahnhof und liegt an der Bahnstrecke von Danzig nach Stargard.